# Glochidion podocarpum
Glochidion podocarpum là một loài thực vật có hoa trong họ Diệp hạ châu. Loài này được (Müll.Arg.) C.B.Rob. mô tả khoa học đầu tiên năm 1911.